# Saint-Just (Ain)
Saint-Just egy település Franciaországban, Ain megyében. Lakosainak száma 953 fő (2022. január 1.). Saint-Just Bourg-en-Bresse, Ceyzériat, Jasseron és Montagnat községekkel határos.

## Népesség
A település népessége az elmúlt években az alábbi módon változott:
| Lakosok száma | 212  | 441  | 614  | 871  | 894  | 907  | 926  | 942  | 955  | 953  |
|               | 1968 | 1982 | 1990 | 2006 | 2013 | 2015 | 2017 | 2019 | 2020 | 2022 |